# Viergstetten
Viergstetten ist ein Gemeindeteil des Marktes Nittendorf im Landkreis Regensburg. 

## Lage
Viergstetten liegt südwestlich des Kernortes Nittendorf mitten im Wald auf der Gemarkung Eichhofen.

## Geschichte
Von 1778 bis etwa 1809 war Viergstetten ein Glashüttendorf. Bei der Auflösung der Gemeinde Rothenbügl (Landkreis Kelheim) im Jahr 1946 kam Viergstetten zur Gemeinde Eichhofen im Landkreis Regensburg, die im Zuge der Gebietsreform in Bayern am 1. Juli 1972 nach Nittendorf eingegliedert wurde. 